# Schefflenz
Schefflenz är en kommun i Neckar-Odenwald-Kreis i regionen Rhein-Neckar i Regierungsbezirk Karlsruhe i förbundslandet Baden-Württemberg i Tyskland. 
Kommunen bildades 1 januari 1972 genom en sammanslagning av kommunerna Mittelschefflenz, Oberschefflenz och Unterschefflenz följt av Kleineicholzheim 1 februari 1972.
Kommunen ingår i kommunalförbundet Schefflenztal tillsammans med kommunen Billigheim.